# Gouvernement Ishiba I
État du Japon
101e cabinet
(Kishida II) 103e cabinet
(Ishiba II)
Le gouvernement Ishiba (石破内閣, Ishiba naikaku) est le 102e gouvernement de l'État du Japon à partir du 1er octobre 2024, durant la 49e législature de la Chambre des représentants.
Il est dirigé par Shigeru Ishiba, président du Parti libéral-démocrate (PLD), successeur de Fumio Kishida, démissionnaire, après avoir remporté l'élection à la présidence du PLD de septembre 2024. Ishiba est élu Premier ministre par 291 représentants sur 461 et 143 conseillers sur 242, et présente le jour même le gouvernement Ishiba, qui succède au gouvernement Kishida II.

## Composition
La composition du gouvernement Ishiba lors de sa formation le 1er octobre 2024 est la suivante : 
| Fonction | Titulaire | Titulaire | Titulaire               | Parti   |
| --- | --------- | --------- | ----------------------- | ------- |
| Premier ministre |           |           | Shigeru Ishiba          | PLD     |
| Ministre des Affaires intérieures et des Communications |           |           | Seiichirō Murakami (ja) | PLD     |
| Ministre de la Justice |           |           | Hideki Makihara         | PLD     |
| Ministre des Affaires étrangères |           |           | Takeshi Iwaya           | PLD     |
| Ministre des Finances Ministre auprès du Premier ministre, chargé des Services financiers Ministre chargé de la Lutte contre la déflation |           |           | Katsunobu Katō          | PLD     |
| Ministre de l'Éducation, de la Culture, des Sports, des Sciences et des Technologies |           |           | Toshiko Abe             | PLD     |
| Ministre de la Santé, du Travail et des Affaires sociales |           |           | Takamaro Fukuoka (ja)   | PLD     |
| Ministre de l'Agriculture, des Forêts et de la Pêche |           |           | Yasuhiro Ozato (ja)     | PLD     |
| Ministre de l'Économie, du Commerce et de l'Industrie Ministre auprès du Premier ministre, chargé de l'Indemnisation des dommages nucléaires et du soutien au démantèlement nucléaire Ministre chargé de la Réponse à l'impact économique de l'accident nucléaire Ministre chargé de la Transformation verte Ministre chargé de la Compétitivité industrielle |           |           | Yōji Mutō (ja)          | PLD     |
| Ministre du Territoire, des Infrastructures, des Transports et du Tourisme Ministre chargé de la Politique du cycle hydrologique Ministre chargé de l'Exposition horticole internationale |           |           | Tetsuo Saitō            | Kōmeitō |
| Ministre de l'Environnement Ministre auprès du Premier ministre, chargé de la Prévention des risques nucléaires |           |           | Keiichirō Asao (ja)     | PLD     |
| Ministre de la Défense |           |           | Gen Nakatani            | PLD     |
| Secrétaire général du Cabinet Ministre chargé de l'Allègement du dispositif militaire à Okinawa Ministre chargé de la Question des Japonais enlevés par la Corée du Nord |           |           | Yoshimasa Hayashi       | PLD     |
| Ministre de la Transformation numérique Ministre auprès du Premier ministre, chargé de la Réforme réglementaire Ministre chargé de la Réforme administrative Ministre chargé de la Fonction publique Ministre chargé de la Cybersécurité |           |           | Masaaki Taira (ja)      | PLD     |
| Ministre de la Reconstruction Ministre chargé de la Coordination générale des mesures de réhabilitation consécutives à l’accident nucléaire de Fukushima |           |           | Tadahiko Itō (ja)       | PLD     |
| Président de la Commission nationale de sécurité publique Ministre auprès du Premier ministre, chargé de la Prévention des catastrophes Ministre auprès du Premier ministre, chargé de la Politique océanique Ministre chargé de la Consolidation des infrastructures nationales Ministre chargé des Questions territoriales |           |           | Manabu Sakai (ja)       | PLD     |
| Ministre auprès du Premier ministre, chargée des Politiques de l'enfance Ministre auprès du Premier ministre, chargée des Mesures contre la dénatalité Ministre auprès du Premier ministre, chargée de l'Émancipation des jeunes Ministre auprès du Premier ministre, chargée de l'Égalité des sexes Ministre auprès du Premier ministre, chargée de la Vie collective et de l'entraide Ministre chargée de l'Émancipation des femmes Ministre chargée de la Cohésion sociale |           |           | Junko Mihara            | PLD     |
| Ministre auprès du Premier ministre, chargé de la Politique économique et fiscale Ministre chargé de la Revitalisation économique Ministre chargé du Nouveau capitalisme Ministre chargé de l'Augmentation des salaires Ministre chargé des Startups Ministre chargé de la Réforme de la Sécurité sociale pour toutes les générations Ministre chargé de la Gestion des crises sanitaires Ministre chargé de la création de l'Agence de prévention des catastrophes           |           |           | Ryōsei Akazawa (ja)     | PLD     |
| Ministre auprès du Premier ministre, chargé de la Sécurité économique Ministre auprès du Premier ministre, chargé de la Stratégie « Cool Japan » Ministre auprès du Premier ministre, chargé de la Stratégie pour la propriété intellectuelle Ministre auprès du Premier ministre, chargé de la Politique scientifique et technologique Ministre auprès du Premier ministre, chargé de la Politique spatiale Ministre chargé de la Sécurité économique                        |           |           | Minoru Kiuchi (ja)      | PLD     |
| Ministre auprès du Premier ministre, chargé d'Okinawa et des Territoires du Nord Ministre auprès du Premier ministre, chargé de la Protection des consommateurs et de la Sécurité alimentaire Ministre auprès du Premier ministre, chargé de la Revitalisation des régions Ministre auprès du Premier ministre, chargé des Affaires aïnoues Ministre chargé de la Construction d'une nouvelle économie régionale Ministre chargé de l'Exposition universelle                  |           |           | Yoshitaka Itō (ja)      | PLD     |